# Weddings, Barmitzvahs & Stadiums Tour
Il Weddings, Barmitzvahs & Stadiums Tour è stato un tour del cantante britannico Robbie Williams, realizzato per promuovere il suo terzo album in studio, Sing When You're Winning.
Il tour si svolse tra giugno e novembre 2001, e fu diviso in due parti, una serie di date estive ("Weddings, Barmitzvahs & Stadiums") in Europa, e una serie di date autunnali ("Sing When You're Pacific Rimming") in Asia e Oceania, le prime nella carriera di Williams.

## Scaletta
Dal concerto di Colonia dell'11 agosto 2001:
1. "Let Me Entertain You"
2. "Let Love Be Your Energy"
3. "Old Before I Die"
4. "Better Man"
5. "Strong"
6. "Eternity"
7. "The Road to Mandalay"
8. "Forever Texas"
9. "No Regrets"
10. "Supreme"
11. "Back For Good" (Take That cover)
12. "Kids"
13. "Rollin' (Air Raid Vehicle)" (Limp Bizkit cover)
14. "She's the One" (World Party cover)
15. "Millennium"
16. "Angels"
17. "Rock DJ"
18. "We Are the Champions" (Queen cover)

## Date del tour
| Data             | Città         | Stato         | Luogo                       | Spettatori |
| Europa           | Europa        | Europa        | Europa                      | Europa     |
| ---------------- | ------------- | ------------- | --------------------------- | ---------- |
| 30 giugno 2001   | Roskilde      | Danimarca     | Roskilde Festival Grounds   | 60,000     |
| 6 luglio 2001    | Dublino       | Irlanda       | Lansdowne Road              | 42,000     |
| 7 luglio 2001    | Dublino       | Irlanda       | Lansdowne Road              | 42,000     |
| 14 luglio 2001   | Cardiff       | Regno Unito   | Millennium Stadium          | 62,000     |
| 15 luglio 2001   | Cardiff       | Regno Unito   | Millennium Stadium          | 62,000     |
| 20 luglio 2001   | Milton Keynes | Regno Unito   | National Bowl               | 65,000     |
| 21 luglio 2001   | Milton Keynes | Regno Unito   | National Bowl               | 65,000     |
| 22 luglio 2001   | Milton Keynes | Regno Unito   | National Bowl               | 65,000     |
| 27 luglio 2001   | Manchester    | Regno Unito   | Old Trafford Cricket Ground | 50,000     |
| 28 luglio 2001   | Manchester    | Regno Unito   | Old Trafford Cricket Ground | 50,000     |
| 29 luglio 2001   | Manchester    | Regno Unito   | Old Trafford Cricket Ground | 50,000     |
| 4 agosto 2001    | Glasgow       | Regno Unito   | Hampden Park                | 51,000     |
| 5 agosto 2001    | Glasgow       | Regno Unito   | Hampden Park                | 51,000     |
| 11 agosto 2001   | Colonia       | Germania      | Müngersdorfer Stadion       | 65,000     |
| Asia             |               |               |                             |            |
| 18 ottobre 2001  | Hong Kong     | Cina          | Hong Kong Coliseum          |            |
| 20 ottobre 2001  | Kallang       | Singapore     | Singapore Indoor Stadium    | 10,000     |
| 26 ottobre 2001  | Taipei        | Taiwan        | Taipei Dome                 |            |
| Oceania          |               |               |                             |            |
| 1 novembre 2001  | Perth         | Australia     | Entertainment Centre        |            |
| 3 novembre 2001  | Adelaide      | Australia     | Entertainment Centre        |            |
| 5 novembre 2001  | Melbourne     | Australia     | Rod Laver Arena             |            |
| 8 novembre 2001  | Sydney        | Australia     | Qudos Bank Arena            |            |
| 11 novembre 2001 | Brisbane      | Australia     | Entertainment Centre        |            |
| 13 novembre 2001 | Christchurch  | Nuova Zelanda | WestpacTrust Centre         | 8,000      |
| 14 novembre 2001 | Christchurch  | Nuova Zelanda | WestpacTrust Centre         | 8,000      |
| 16 novembre 2001 | Wellington    | Nuova Zelanda | Westpac Stadium             | 42,000     |
| 18 novembre 2001 | Auckland      | Nuova Zelanda | Mount Smart Stadium         | 42,000     |

### Cancellazioni
| Data           | Città     | Stato       | Luogo                 | Causa                              |
| -------------- | --------- | ----------- | --------------------- | ---------------------------------- |
| 18 luglio 2001 | Sheffield | Regno Unito | Don Valley Stadium    | Cancellati per motivi sconosciuti. |
| 1 agosto 2001  | Gateshead | Regno Unito | International Stadium | Cancellati per motivi sconosciuti. |